# 摩托靴

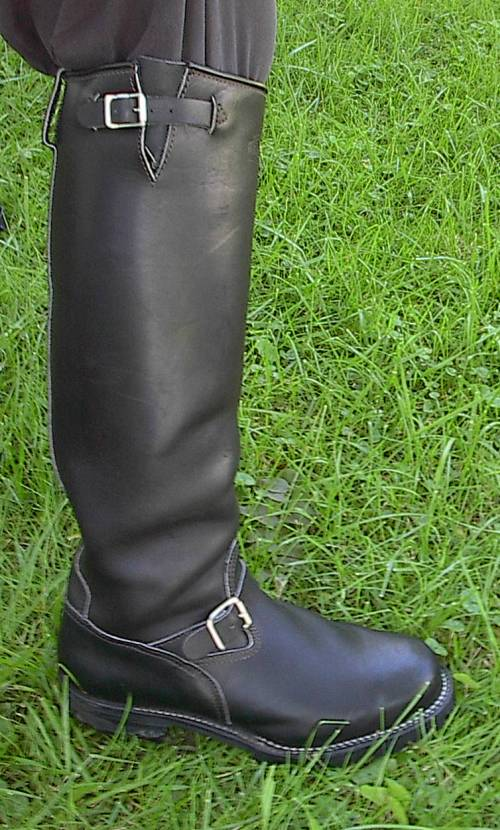
標準的及膝技師靴

注意：本文主要以美國文化為中心編寫，同類主題但在其他地區的認知可能有一定程度的差別。
摩托靴，一種為摩托車手製造的皮靴，摩托靴的外觀通常被視為理想化的靴造型，但以摩托車手駕駛安全為理由，摩托靴大都以矮鞋跟設計為主。一般摩托車的兩側都置有排氣管距離駕駛者腿部幾吋噴出超過400°F（約200°C）高熱廢氣，因此摩托車手會關心選擇能保護他們腿部的厚皮靴。

## 摩托靴的常見款式
- 技師靴、Harness Boots
- 騎警靴
- 摩托越野賽靴
- 摩托賽靴、巡迴靴

## 外部連結
- Hotboots.com原文 （页面存档备份，存于） (GFDL)